# Piper puberulilimbum
Piper puberulilimbum är en pepparväxtart som beskrevs av C. Dc.. Piper puberulilimbum ingår i släktet Piper och familjen pepparväxter. Inga underarter finns listade i Catalogue of Life.